# Mike Hodges

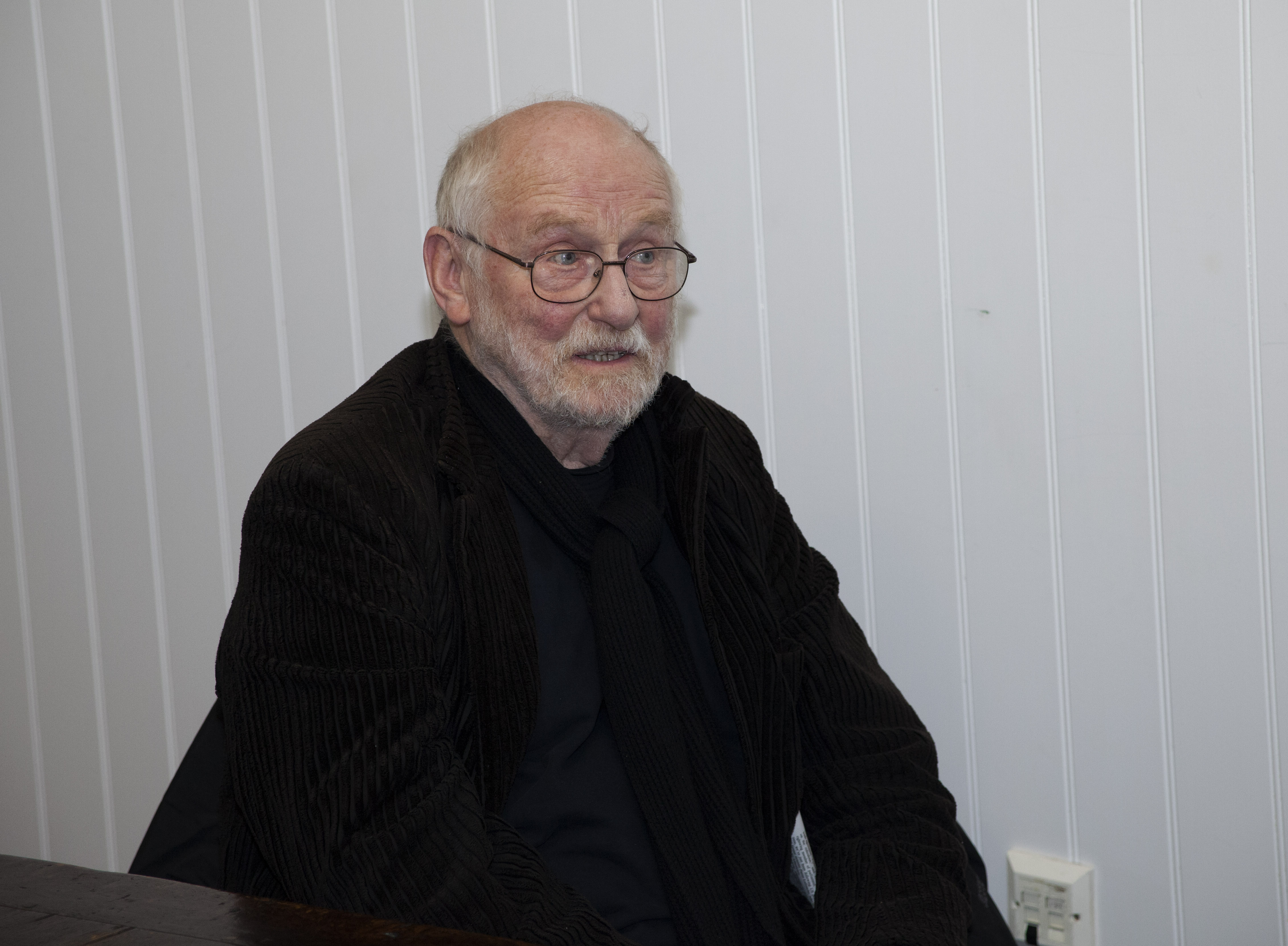
Mike Hodges, 2015

Mike Hodges (* 29. Juli 1932 in Bristol; † 17. Dezember 2022 in Dorset) war ein britischer Regisseur und Drehbuchautor.

## Leben und Werk
Hodges inszenierte zunächst einige Episoden britischer Fernsehserien wie Tempo und World in Action. 1971 gelang ihm mit Jack rechnet ab (Get Carter) der Durchbruch als Filmregisseur, der als einer der besten britischen Gangsterfilme gilt. Die Hauptrolle spielte Michael Caine, mit dem Hodges 1972 auch Malta sehen und sterben drehte.
1978 begann Hodges zunächst mit der Regie von Damien – Omen II, der Fortsetzung von Das Omen, doch nach einem Zerwürfnis auf Grund kreativer Differenzen übernahm dann Don Taylor die Regie. Zu seinen bekanntesten Filmen gehört Flash Gordon aus dem Jahre 1980. 1994 verfasste er das Drehbuch für den Film Experiment des Grauens u. a. mit Donald Sutherland in der Hauptrolle. Hodges war als Regisseur von Musikvideos für die Band Queen aktiv.
Mike Hodges war zweimal verheiratet und hatte zwei Kinder. Er starb im Alter von 90 Jahren.

## Auszeichnungen
- 1985: Nominierung für den International Fantasy Film Award für seinen Film Morons from Outer Space
- 1990: International Fantasy Film Award für den Film Black Rainbow – Schwarzer Regenbogen

## Filmografie (Auswahl)
- 1971: Jack rechnet ab (Get Carter)
- 1972: Malta sehen und sterben (Pulp)
- 1974: Der Killer im Kopf (The Terminal Man)
- 1980: Flash Gordon
- 1987: Auf den Schwingen des Todes (A Prayer for the Dying)
- 1989: Black Rainbow – Schwarzer Regenbogen (Black Rainbow)
- 1998: Croupier – Das tödliche Spiel mit dem Glück (Croupier)
- 2003: Dead Simple (I’ll Sleep When I’m Dead)
- 2004: Murder by Numbers

## Musikvideos
- 1982: Queen – Body Language